# 부랴트어 위키백과

부랴트어 위키백과는 부랴트어로 운영되는 위키백과 언어판이다. 2006년 3월 30일에 시작되었다. 기호는 bxr이다.